# ルーシー・パンチ
ルーシー・パンチ（Lucy Punch, 1977年12月30日 - ）は、イギリス出身の女優である。

## 来歴
1977年にロンドンのハマースミスに生まれる。両親ともにマーケットリサーチャーだった。私立高校へ進学した後、ユニヴァーシティ・カレッジ・ロンドンへ入学するも、後に退学。1993年から1997年まで劇団にて活動していたこともあり、女優の道を進み始める。1998年に『The New Adventures of Robin Hood』というテレビドラマで女優デビュー。それからのテレビドラマや子供番組などで活動を続け、ロンドンの舞台デビューも果たした。テレビドラマシリーズ『ドク・マーティン』に出演した頃から徐々に知名度が上がった。
徐々に活動の場をアメリカへ移し、女優としてのキャリアを積んでいき、2010年にはウディ・アレン監督の『恋のロンドン狂騒曲』へも出演。その他には、キャメロン・ディアスがやる気のない教師を演じた『バッド・ティーチャー』でのディアス演じる主人公のライバル女教師役や、スティーヴ・カレル、ポール・ラッド出演の『奇人たちの晩餐会 USA』での怪しい娼婦役などがある。2010年に出演した『Are You Ready for Love?』では、モナコ国際映画祭の女優賞に輝いた。主にコメディ映画への出演が多く、今後も期待される女優の一人である。

## 出演作品

### 映画
- ジェーン・バーキン in シンデレラ Cinderella (2000)
- グリーン・フィンガーズ Greenfingers (2000)
- Goodbye, Mr Steadman (2001)
- カム・トゥギャザー　もうあなたしか見えない Come Together (2002) ※テレビ映画
- インプット -記憶- Second Nature (2003) ※テレビ映画
- アン・ハサウェイ 魔法の国のプリンセス Ella Enchanted (2004)
- ライフ・イズ・コメディ! ピーター・セラーズの愛し方 The Life and Death of Peter Sellers (2004)
- 華麗なる恋の舞台で Being Julia (2004)
- Festival (2005)
- Are You Ready for Love? (2006)
- Two Families (2007) ※テレビ映画
- ホット・ファズ -俺たちスーパーポリスメン!- Hot Fuzz (2007)
- グラインドハウス Grindhouse (2007)  『Don't』のフェイク予告編のみ
- Ladies and Gentlemen (2007)
- 聖トリニアンズ女学院 St. Trinian's (2007)
- 1% (2008)
- エレクトラ・ラックス Elektra Luxx (2010)
- 恋のロンドン狂騒曲 You Will Meet a Tall Dark Stranger (2010)
- 奇人たちの晩餐会 USA Dinner for Schmucks (2010)
- 私だけのハッピー・エンディング A Little Bit of Heaven (2010)
- パーティー・ナイトはダンステリア Take Me Home Tonight (2011)
- A Good Old Fashioned Orgy (2011)
- バッド・ティーチャー Bad Teacher (2011)
- Powers (2012) ※テレビ映画
- The Giant Mechanical Man (2012)
- The Wedding Video (2012)
- Yellow (2012)
- Stars in Shorts (2012)
- ミッドナイト・ガイズ Stand Up Guys (2012)
- Cottage Country (2013)
- ビルド・ア・ガール How to Build a Girl (2019)
- サイレント・ナイト Silent Night (2021)
- フレッチ/死体のいる迷路　Confess, Fletch (2022)

### テレビドラマ
- The New Adventures of Robin Hood (1998)
- Renford Rejects (1999)
- Days Like These (1999)
- Let Them Eat Cake (1999)
- Big Bad World (1999 - 2001)
- The 10th Kingdom (2000)
- People Like Us (2001)
- バーナビー警部 Midsomer Murders (2001)
- I Saw You (2002)
- ダイノトピア Dinotopia (2003)
- マイ・ファミリー My Family (2004)
- Doc Martin (2004)
- 名探偵ポワロ Agatha Christie's Poirot (2006)
- The Class (2006 - 2007)
- Wainy Days (2008)
- オレたち、ゆる刑事 ジャック&ケイト Vexed (2010)
- Playhouse Presents (2012)